# Helicobia lagunicula
Helicobia lagunicula är en tvåvingeart som först beskrevs av Hall 1933. Helicobia lagunicula ingår i släktet Helicobia och familjen köttflugor.
Artens utbredningsområde är Panama. Inga underarter finns listade i Catalogue of Life.